# Rue de la Loi (Liège)
Pour les articles homonymes, voir Rue de la Loi (homonymie).
La rue de la Loi est une rue du quartier d'Outremeuse à Liège en Belgique (région wallonne). 

## Histoire
La rue de la Loi a été percée au lieu-dit des Prés Saint-Denis (parties nord et est d'Outremeuse). Avant la création de cette rue, le biez des Grandes Oies, un ancien bras secondaire de l'Ourthe, coulait dans ce quartier.

## Description
Cette voie plate et plantée d'une vingtaine d'érables placés deux par deux mesure environ 250 m et relie deux importantes artères d'Outremeuse : le boulevard de la Constitution et la rue Jean d'Outremeuse. La rue compte une cinquantaine d'immeubles.

## Personnalité liée à la rue
L'écrivain Georges Simenon a résidé au no 53 de 1911 à 1917 (plaque commémorative). Il se rendait à l'école Saint-André située en face de sa demeure.

## Activités
L'institut Saint-André a été fondé en 1866. Il se situe au no 48. Les bâtiments relèvent du style néo-classique.

## Voiries adjacentes
- Boulevard de la Constitution
- Rue de la Commune
- Rue Georges Simenon
- Rue Jean d'Outremeuse
- Rue de l'Enseignement